# كيلي وود
كيلي وود هي فنانة كندية، ولدت في 1962.